# Перес-и-Агилар, Антонио Адольфо
Антонио Адольфо Перес-и-Агилар (исп. Antonio Adolfo Pérez y Aguilar, 20 мая 1839 года, Сан-Сальвадор, Сальвадор — 17 апреля 1926 года, там же) — католический прелат, первый архиепископ Сан-Сальвадора с 11 февраля 1913 года по 17 апреля 1926 года.

## Биография
21 марта 1863 года был рукоположён в священники для служения в архиепархии Сан-Сальвадора.
13 января 1888 года был назначен Римским папой Львом XIII епископом Сан-Сальвадора. 29 июня 1888 года был рукоположён в епископы ординарием епархии Камаягуа Мануэлем Франсиско Велесом.
11 февраля 1913 года римский папа Пий X преобразовал епархию Сан-Сальвадора в архиепархию и Антонио Адольфо Перес-и-Агилар стал её первым архиепископом.
Скончался 17 апреля 1926 года в Сан-Сальвадоре.